# Saurauia cauliflora
Espèce
Classification phylogénétique
Statut de conservation UICN

 VU  : Vulnérable
Saurauia cauliflora est une espèce de plantes à fleurs du genre Saurauia et de la famille des Actinidiaceae.